# Фундаментальний каталог
Фундамента́льні катало́ги (також катало́ги фундамента́льних зір) — низка зоряних каталогів, що містять перелік та координати невеликої кількості особливим чином добраних так званих фундаментальних або опорних зір. Координати цих зір визначено шляхом великої кількості спостережень із високою точністю. Таким чином ці каталоги визначають на небі фундаментальну систему координат, яка слугує основою для визначення небесних координат інших об'єктів та вивчення їх рухів.

## Історія
Перший каталог серії (Fundamentalkatalog, FK), який містив 539 яскравих зір, було складено та опубліковано А. Ауверсом 1879 року. 1883 було видано доповнення, у якому подано ще 82 зорі південної півкулі (до схилення -32°).
Третій фундаментальний каталог (Dritter Fundamentalkatalog, FK3) містив координати 1587 зір. Його було укладено й опубліковано А. Коппфом 1934 року.
Четвертий фундаментальний каталог (Vierter Fundamentalkatalog, FK4), який містить точні координати 1535 зір, складено та опубліковано в Гайдельберзі 1963 року.

## FK5
Найвідомішим є п'ятий фундаментальний каталог (Fifth Fundamental Catalogue, FK5), виданий 1988 року обчислювальним інститутом у Гайдельберзі, що містить уточнені координати 1535 зір. 1991 року було видано його доповнення, що містить координати ще 3117 зір. 
Свого часу цей каталог був найточнішим, і під назвою «фундаментальний каталог» часто мають на увазі саме його. Із 1991 до 1997 року він вважався попередньою реалізацією Міжнародної небесної системи координат (ICRS) в оптичному діапазоні.
Втратив своє значення після публікації астрометричного каталога супутника Hipparcos, який містить більше 100 000 зір і має значно вищу точність.

## FK6
1999—2000 років у Гайдельберзі було видано черговий, шостий фундаментальний каталог (Sixth Catalogue of Fundamental Stars, FK6), який містить 4140 зір. Він є комбінацією каталога FK5 та каталога Hipparcos. У порівнянні з каталогом Hipparcos містить точніші дані щодо власних рухів опорних зір.